# Estação Jurubatuba
A Estação Jurubatuba ou Jurubatuba - Senac é uma estação ferroviária pertencente à Linha 9–Esmeralda, operada pela ViaMobilidade. Está localizada no distrito do Campo Grande, na cidade de São Paulo.

## História
A Estação Jurubatuba foi inaugurada pela Estrada de Ferro Sorocabana (EFS) em 25 de janeiro de 1957, junto com o Ramal de Jurubatuba.
Nos anos 1970, a FEPASA incorporou a EFS e iniciou reformas no sistema de trens metropolitanos, que incluíram a reforma da Estação Jurubatuba, reinaugurada em 14 de março de 1987. A CPTM (criada em 1992) incorporou as linhas de trens metropolitanos da FEPASA em 1996.
Nos anos 2000 a estação foi modernizada e remodelada, sendo reinaugurada em 17 de outubro de 2007.
Em 20 de abril de 2021, foi concedida para o consórcio ViaMobilidade, composto pelas empresas CCR (atual Motiva) e RUASinvest, com a concessão para operar a linha por trinta anos. O contrato de concessão foi assinado e a transferência da linha foi realizada em 27 de janeiro de 2022.
Em 2024, a ViaMobilidade, empresa que detém a concessão das linhas 8 e 9 dos trens metropolitanos de São Paulo, cedeu o Naming Right da estação ao SENAC, instituição que tem uma de suas unidades nas proximidades da estação.

## Tabela
| Sigla | Estação    | Inauguração           | Integração               | Plataformas       | Posição    | Notas                                                                              |
| ----- | ---------- | --------------------- | ------------------------ | ----------------- | ---------- | ---------------------------------------------------------------------------------- |
| JUR   | Jurubatuba | 25 de janeiro de 1957 | Bilhete Único da SPTrans | Lateral e central | Superfície | Estação original da EFS, porém remodelada e reinaugurada em 17 de dezembro de 2007 |